# Video

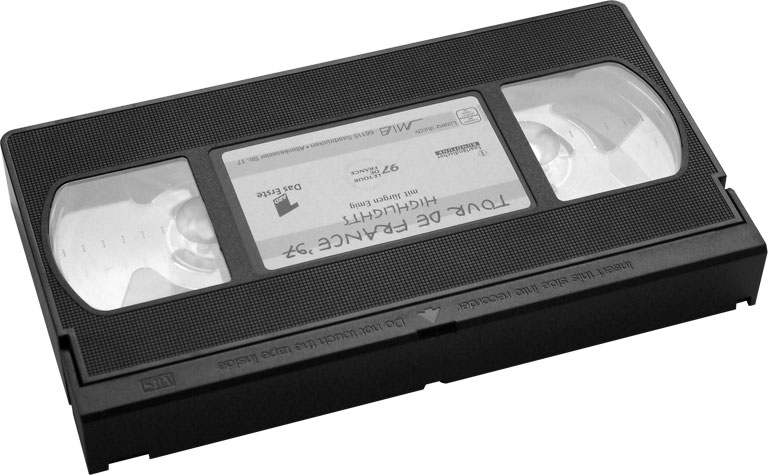
Een VHS-videoband

Video (letterlijk "ik zie" (Latijn), van videre, "zien") is een techniek om bewegende beelden als een elektronisch signaal te registreren en weer te geven.
Tegenwoordig is het onderscheid tussen de termen video en film(pje) vervaagd, en is een video dus net als een film een serie opeenvolgend getoonde, stilstaande beelden. Door de snelheid waarmee de beelden elkaar opvolgen en de nawerking van elk beeld op het netvlies lijken ze een vloeiende en continue beweging te vormen. Vaak is er ook geluid bij (audio).

## Beschrijving
Een videosignaal wordt geproduceerd door een videocamera en weergegeven door een videotoestel. Een videosignaal kan worden uitgezonden (draadloos of via de kabel) en op een videorecorder (die kortweg ook wel 'video' wordt genoemd) worden opgenomen. Moderne videostandaarden kunnen met meer informatie gecombineerd worden, bijvoorbeeld tekst voor een synchrone ondertiteling.
Film (in de strikte betekenis) is in tegenstelling tot video niet elektronisch, maar fotografisch. Film bestaat in feite uit een serie dia's. Tegenwoordig overlapt het woord "video" de term "film".
Televisie is bij niet-rechtstreekse uitzendingen door de opname, montage en weergave een toepassing van video, waarbij het videosignaal via zenders of kabel verzonden wordt.

## Videoformaten
Er kunnen twee typen videoformaten worden onderscheiden, het codeerformaat en het mediumformaat. De eerste bepaalt hoe video gecodeerd kan worden om makkelijk of veilig overgedragen te worden, de tweede bepaalt hoe video op een medium gezet wordt en er weer van wordt gelezen.
Over die onderverdeling heen loopt weer een onderverdeling in analoog en digitaal.

### Kleurnormen
- NTSC
- PAL
- SECAM

### Analoge media voor video-opname
- Band:
  - AMPEX 1 inch
  - AMPEX 2 inch
- Cassette (band)
  - Betacam
  - Betacam SP
  - Betamax
  - Hi8
  - MII
  - S-VHS
  - U-matic
  - VHS
  - Video8
  - Video 2000 en voorganger VCC

### Digitale videocoderingen
- WebM
- DivX en XviD, twee MPEG-4 Part 2 implementaties
- H.263
- H.264
- H.265/HEVC
- MPEG1 Werd populair door cd-i
- MPEG2 toepassing onder andere voor dvd, HDV, DVB en Betacam IMX
- QuickTime
- Flash video (FLV), vooral populair door het gebruik voor webvideo
- Theora

(Sommige van de hierbovengenoemde coderingen zijn metabestandsformaten die andere van de genoemde coderingen kunnen bevatten.)

### Digitale media voor video-opname
- Cassette (band):
  - Digital8
  - DV
    - MiniDV
    - DVCAM
    - DVCPRO 25, 50 en 100 Mbit

  - Digital Betacam
    - Betacam IMX
    - Betacam SX
    - Digital Betacam

  - High Definition
    - HDV
    - HDCAM
    - XDCAM-HD
- Andere opslagmedia:
  - Cd-rom
  - Dvd
  - VCD
  - Harde schijf
  - Geheugenkaart
  - XD-cam
  - BD